# J.A.K.Q. Dengekitai
J.A.K.Q. Dengekitai (ジャッカー電撃隊 Jakkā Dengekitai?) (traducido literalmente como Escuadrón Relámpago J.A.K.Q. , siendo estas letras los símbolos de las cartas de la baraja inglesa, respectivamente Jack o Sota, Ace o As, King o Rey y Queen o Reina) es la segunda serie de la franquicia Super Sentai Series. Producida por Toei Company, se emitió del 9 de abril al 24 de diciembre de 1977 en NET TV (actual TV Asahi). Creada por Shōtarō Ishinomori, constó de 35 episodios, lo que la convierte en la temporada más corta de la historia de Super Sentai. El título que Toei le dio para su distribución internacional fue The Jackers.

## Argumento
Garra de Hierro es el líder de un imperio global del crimen conocido simplemente como "Crime". Con una red de simpatizantes ricos e influyentes y teniendo a su cargo un ejército de matones con máscaras de cuero y asesinos cyborgs, Crime busca convertirse en la organización mafiosa más poderosa del mundo.
Para combatir esta amenaza, se forma ISSIS (International Science Special Investigation Squad, Equipo Internacional de Investigación Científica Especial). ISSIS organiza sus fuerzas alrededor del mundo para luchar contra Crime, incluyendo Tokio, Japón. El comandante de la división de ISSIS en Tokio, Daisuke Kujirai, propone un experimento radical para ayudar a sus fuerzas en Japón. Con el nombre en clave "Joker", recluta a cuatro jóvenes sujetos para realizar su proyecto de mejora cyborg. Son el atleta multimedallista olímpico Gorō Sakurai, el campeón de boxeo caído en desgracia Ryū Higashi, la policía herida gravemente Karen Mizuki, y el oceanógrafo clínicamente muerto y conservado criogénicamente Bunta Daichi. Alterados quirúrgicamente y con varios poderes de manipulación de energía y mejoras biónicas, los cuatro jóvenes comienzan su misión para destruir a Crime como el cuarteto de combate llamado en clave J.A.K.Q. Dengekitai. Más tarde, Joker se marcha, y Sōkichi Banba, maestro del disfraz y cyborg, se convierte en su nuevo jefe, como Big One.

## Personajes

### ISSIS
ISSIS (国際科学特捜隊 Kokusai Kagaku Tokusō Tai?)), se formó para luchar contra la organización internacional Crime por todo el mundo. La rama de ISSIS en Tokio está comandada por Daisuke Kujirai, el cuartel general de ISSIS en Tokio se localiza en un rascacielos en el corazón de Shinjuku. ISSIS utiliza su propio ejército de soldados uniformados de azul para ayudar a J.A.K.Q. cuando lo necesitan.

#### J.A.K.Q.
J.A.K.Q. (pronunciado "Jacker") es el nombre en clave para el "Blitzkireg Squad" secreto, que se formó para combatir a los cyborgs asesinos de Crime. El proyecto J.A.K.Q. es la creación de Daisuke Kujirai, un brillante ingeniero y especialista en biónica comandante de la rama de Tokio de ISSIS.
- Gorō Sakurai (桜井 五郎 Sakurai Gorō?)/Spade Ace (スペードエース Supēdo Ēsu?): Un atleta japonés de pentatlón y ganador del oro olímpico. Además de campeón en karate, tiro con arco y judo, tiene experiencia como jinete y es un atleta completo. Originalmente rechaza la oferta de Joker de unirse a J.A.K.Q., pero cambia de opinión cuando le salva la vida Karen Mizuki. Desarrolla una relación romántica hacia el final de la serie. Sakurai es un líder nato y usa sus habilidades para buscar los puntos débiles de sus enemigos. Su mejora biónica le permite manipular energía atómica de muchas formas. Usando esa energía, Sakurai puede ver a través de muros y otras barreras usando su visión de rayos X con su "Chu Seishi Scope", y se puede mover a super velocidad activando su "Kosōku Switch". Sakurai también puede escuchar sonidos a distancia con su "Enkaku Shuon Sōchi".
- Ryū Higashi (東 竜 Higashi Ryū?)/Dia Jack (ダイヤジャック Daiya Jakku?): Un antiguo campeón de boxeo japonés. Fue acusado falsamente de asesinato por unos promotores de boxeo en Las Vegas cuando se negó a amañar un combate. Joker le interceptó cuando le extraditaron a Japón por otra sentencia, y le ofreció la elección de trabajar para ISSIS como parte de J.A.K.Q. o cumplir su condena en prisión. Higashi aceptó la oferta de Joker aunque a regañadientes. Es una persona ruda y tosca, y a veces es muy testarudo. Un poco solitario, tiende a preferir trabajar en solitario. Sigue en contacto con sus antiguos compañeros de boxeo y le encanta la música jazz y los coches rápidos. Sus mejoras biónicas le permiten manipular corrientes eléctricas. Del dedo índice derecho puede sacar su "Eleki Cutter", que puede utilizar para cortar objetos densos. Del anular izquierdo puede sacar su "Dia Laser", con el que disparar un rayo láser que puede atravesar casi cualquier material.
- Karen Mizuki (カレン水木 Karen Mizuki?)/Heart Queen (ハートクイン Hāto Kuin?): Una detective de policía mitad japonesa mitad caucásica. Se le asignó investigar las rutas de narcotráfico en Japón. Durante una de sus investigaciones, descubrió que Crime controlaba la mayoría de esas rutas, y decidió ayudar a ISSIS a destruirlas. Crime intentó matarla orquestando un falso accidente de coche. Milagrosamente, sobrevivió al accidente, pero perdió el brazo derecho. Su padre, compañero de policía, murió en el accidente. Enfurecida y con sed de venganza, Karen aceptó gustosamente la oferta de Joker de pasar por el proceso biónico y unirse a J.A.K.Q. Se enamoró de Gorō hacia el final de la serie. Karen es experta en artes marciales. Tiene gusto por la moda y suele llevar leotardos rojos ajustados y botas altas. Sus mejoras biónicas le permiten controlar el magnetismo. Esos poderes magnéticos, que ella llama "Heart Cute Jiki Power", le permiten atraer y repeler objetos metálicos a voluntad. Suele usar sus poderes para frenar las balas literalmente en el aire. Del índice derecho puede sacar su "Magnetic Counter" que puede enviar un pulso magnético de detección que puede usar para localizar e identificar objetos (tanto metálicos como orgánicos) de forma similar a un radar.
- Bunta Daichi (大地 文太 Daichi Bunta?)/Clover King (クローバーキング Kurōbā Kingu?): Un oceanógrafo que murió de privación de oxígeno en un terrible accidente submarino. Años antes, su querida hermana pequeña Nami murió en un accidente de avión. El cuerpo de Daichi se conservó criogénicamente en unas instalaciones médicas para investigación hasta que Joker lo encontró. Usando tecnología biónica, Joker logró revivir a Daichi como cyborg. Sus mejoras biónicas le permiten manipular las fuerzas gravitacionales. Aumentando su peso y densidad corporal, Daichi puede alcanzar fuerza sobrehumana. Con una fuerza de alrededor de 700 caballos, puede usar su "Juroku Energy" para dar puñetazos y patadas de efectos devastadores. Daichi puede lanzar a sus enemigos a grandes distancias con su "Juroku Nage" y puede derribar a docenas de enemigos con su "King Power Press", un ataque volador.
- Sōkichi Banba (番場 壮吉 Banba Sōkichi?)/Big One (ビッグワン Biggu Wan?): Un rimbombante playboy maestro del disfraz. Es el oficial de ISSIS al que llamaron a supervisar las operaciones de Joker en Tokio. Ayudó a Joker a implementar el proyecto J.A.K.Q. Él mismo es un cyborg, y se le considera el "super cyborg" definitivo porque sus implantes biónicos le permiten utilizar y manipular las cuatro fuerzas cósmicas (atómica, magnética, eléctrica y gravitatoria). Su apodo es "el as blanco volador (白い超人 Shiroi Chojin?)". Puede dirigir sus poderes para realizar gran variedad de acciones, incluyendo volar, fuerza sobrehumana y supervelocidad. Es un líder de mente fría, y un maestro en estrategia a quien se le ocurren los planes de batalla más brillantes para derrotar a los cyborgs de la Organización Crime. Sōkichi se puede transformar a voluntad sin usar Cápsulas de energía. En su lugar huele una rosa mágica y después la lanza y se transforma en el aire.

### Aliados
- Daisuke Kujirai (鯨井 大助 Kujirai Daisuke?)/Joker (ジョーカー Jōkā?): un brillante especialista en biónica e ingeniería. Fue él quien inició el proyecto J.A.K.Q. y reclutó a los miembros del equipo. Es un hombre casado y se sabe que tiene una hija pequeña. Más tarde se le encarga liderar la división de ingeniera avanzada de ISSIS y le reemplaza el extravagante Sōkichi Banba (Big One).
- Keiko Hayashi (林 恵子 Hayashi Keiko?)/Agente 7 (女性隊員7号 Josei Taiin Nana-gō?), Junko Yamamoto (山本 純子 Yamamoto Junko?)/Agente 8 (女性隊員8号 Josei Taiin Hachi-gō?), Yoshiko Iijima (飯島 佳子 Iijima Yoshiko?)/Agente 9 (女性隊員9号 Josei Taiin Kyū-gō?) y Agente 10 (女性隊員10号 Josei Taiin Jū-gō?): Agentes de ISSIS que ayudan a J.A.K.Q. en varias ocasiones.
- Tamasaburō Hime (姫 玉三郎 Hime Tamasaburō?): Un agente de bajo nivel algo tontorrón y torpe que se disfraza de cocinero y mensajero. Desafortunadamente, entorpece más de lo que ayuda.

### Arsenal
- Cápsulas de energía (強化カプセル Kyōka Kapuseru?): Recintos cilíndricos que sirven como dispositivos de transformación
- Spade Arts (スペードアート Supēdo Ato?): El arma personal de Spade Ace. Un arco con el que puede disparar flechas "cargadas atómicamente" que pueden clavarse y taladrar casi cualquier sustancia. El arco Spade Arts también puede convertirse en un látigo que puede lanzar a un oponente.
- Dia Sword (ディアソード Dia Sōdo?): El arma personal de Dia Jack. Una espada que puede imbuirse con poderes eléctricos para atacar al enemigo con efectos mortales. La espada puede atravesar y cortar a través de acero macizo y otros metales densos. También puede usarse para enfocar y lanzar rayos eléctricos.
- Heart Cute (ハートキュート Hāto Kyūto?): El arma personal de Heart Queen. Un arma en forma de anillo que puede enviar ondas de energía magnética que pueden desconcertar a los enemigos o hacerles comportarse erráticamente. El Heart Cute también se puede usar como arma de impacto en combate cuerpo a cuerpo.
- Club Megaton (クラブメガトン Kurabu Megaton?): El arma personal de Clover King. Una bola con cadena que puede lanzarse y golpear a sus enemigos, así como para atarles.
- Big Baton (ビックバトン Bikku Baton?): El arma personal de Big One. Una porra que golpea a sus enemigos con gran fuerza de impacto.
- Jack Tank (ジャックタンク Jakka Tanku?): Un vehículo armado pilotado por Dia Jack, Clover King o Spade Ace. Tiene una velocidad de hasta 350 km/h.
- Spade Machine (スペードマシン Supēdo Mashin?): Un Fiat X1/9 modificado que conduce Spade Ace, con una velocidad máxima de 400 km/h.
- Mach Dia (マッハディア Mahha Dia?): Un coche de carreras que conduce Dia Jack, con velocidad máxima de 450 km/h.
- Heart Buggy (ハートバギー Hāto Bagī?): Un buggy que conduce Heart Queen, con velocidad máxima de 350 km/h.
- Auto Clover (オートクローバー Ōto Kurōbā?): Una motocicleta Suzuki modificada que conduce Clover King, con velocidad máxima de 400 km/h.

### Mechas
- Sky Ace (スカイエース Sukai Ēsu?): Una nave voladora que pilotan Spade Ace y Dia Jack, o Clover King, Joker y Keiko Hayashi. Su velocidad máxima es Mach 2.

### Organización delincuente Crime
La organización delincuente Crime (犯罪組織クライム Hanzai Soshiki Kuraimu?), liderada por el misterioso Garra de Hierro, es un imperio criminal global conocido simplemente como Crime, y busca convertirse en la mafia principal del planeta. Con una red de simpatizantes ricos e influyentes y empleando un ejército de Crimers, matones sin rostro con máscaras de cuerpo, Crime lleva a cabo numerosos planes espectaculares y elaborados para saquear, matar y obtener el poder absoluto. Más tarde se revela que Crime es una tapadera para una entidad alienígena llamada "Shine" que busca conquistar el mundo.
- Jefe Garra de Hierro (首領アイアンクロー Shuryō Aian Kurō?): Una figura vestida extrañamente y "Padrino" de la organización. Nada se sabe de él, ni su nacionalidad. Garra de Hierro, aunque parece humano, después se revela que es un cyborg similar a los J.A.K.Q. y Big One. Su mano izquierda tiene una poderosa garra de hierro que puede disparar misiles con forma de garra. También podía separarse de su cuerpo para atacar a los enemigos independientemente. Garra de Hierro es un maestro del disfraz y suele ocultarse de diferentes formas (tanto masculinas como femeninas). Es un antiguo rival de Big One, y los dos han chocado varias veces en el pasado. La forma final de lucha de Garra de Hierro es la de un super cyborg plateado conocido como "Guerrero Garra de Hierro".
- Shine (シャイン Shain?): Se revela que es el auténtico cerebro detrás de Crime. Es una entidad de inteligencia artificial que dice que viene de la segunda estrella de la galaxia "Shine", que intenta usar a Crime para conquistar la Tierra. Creó el super cyborg Great King Icarus (イカルス大王 Ikarusu Daiō?) para quitarle a Garra de Hierro el control de Crime, y para luchar contra J.A.K.Q.
- Crimers (クライマー Kuraimā?): Estos patrulleros trabajan para la organización Crime. Su objetivo es robar, matar y cometer cualquier tiempo posible de crimen para conseguir la meta de Crime de convertir a Japón en una nación llena de delitos. Llevan máscaras oscuras púrpuras y ropa gris. Están armados con armas de fuego. Su sonido distintivo es "kwee". Por su apariencia tan similar a hombres trajeados con máscara, es fácil para ellos adaptarse y fundirse con la sociedad humana. Generalmente llevan máscaras cuando hacen una misión de infiltración, ocultando su máscara de Crimer debajo. Sin embargo, es fácil infiltrarse entre ellos, como Joker hace en una ocasión para sabotear un plan para eliminar a los J.A.K.Q.

## Episodios
1. ¡¡4 cartas!! El triunfo es J.A.K.Q. (4カード！！切り札はJAKQ Fō Kādo!! Kirifuda wa Jakkā?)
2. ¡¡2 Diez-jotas!! Destruid la fábrica secreta (2テンジャック！！秘密工場を破壊せよ  Tsū Ten Jakku!! Himitsu Kōjō o Hakai Seyo?)
3. ¡¡5 colores!! Ruge, pantera (5フラッシュ！ほえろパンサー Faibu Furasshu!! Hoero Pansā?)
4. ¡¡1 comodín!! El perfecto asesino de Crimen (1ジョーカー！！完全犯罪の刺客 Wan Jōkā!! Kanzen Hanzai no Shikaku?)
5. ¡¡3 Snaps!! La balada de la traición (3スナップ！！裏切りのバラード Surī Sunappu!! Uragiri no Barādo?)
6. ¡¡9 Pokers!! La trampa de la belleza (9ポーカー！！美女の罠 Nain Pōkā!! Bijo no Wana?)
7. ¡¡8 Supercoches!! Supervelocidad, 350 km/h (8スーパーカー！！超速350キロ Eito Sūpākā!! Chōsoku Sanbyaku Gojū Kiro?)
8. ¡¡6 objetivos!! Flores explosivas (6ターゲット！！爆発する花 Shikkusu Tāgetto!! Bakuhatsu Suru Hana?)
9. ¡¡7 escaleras!! El puño mortal del inframundo (7ストレート！！地獄の必殺拳 Sebun Sutorēto!! Jigoku no Hissatsu Ken?)
10. ¡¡11 Colecciones!! Invitación a la felicidad (11コレクション！！幸福への招待 Irebun Korekushon!! Kōfuku e no Shōtai?)
11. ¡¡13 Jackpots!! ¡Arded! Las llamas de la amistad (13ジャックポット！！燃えよ! 友情の炎 Sātīn Jakkupotto!! Moe yo! Yūjō no Honō?)
12. ¡¡10 pirámides!! El laberinto de la máscara dorada (10ピラミッド！黄金仮面の迷路 Ten Piramiddo!! Ōgon Kamen no Meiro?)
13. ¡¡El acertijo de la llave azul!! El enigma del asesino de acertijos de la habitación secreta (青いキークイズ！！密室殺人の謎・なぞ Aoi Kī Kuizu!! Misshitsu Satsujin no Nazo - Nazo?)
14. ¡¡Todos los supercoches!! ¡¡Violencia!! ¡¡Gran arranque violento!! (オールスーパーカー！！猛烈！！大激走!! Ōru Sūpākā!! Mōretsu!! Dai Gekisō!!?)
15. ¡¡El oculto carmesí!! Historia de fantasmas - Vampiro (真赤なオカルト！！怪談・吸血鬼 Makka na Okaruto!! Kaidan - Kyūketsuki?)
16. ¡¡Béisbol negro!! La pelota milagrosa que ataca (黒いベースボール！！襲撃する魔球 Kuroi Bēsubōru!! Shūgeki Suru Makyū?)
17. ¡¡Luna nueva demoníaca!! Historia de fantasmas - La casa del inframundo (黒い悪魔つき！！怪談・地獄の家 Kuroi Akuma Tsuki!! Kaidan - Jigoku no Uchi?)
18. ¡¡Mareas giratorias azules!! El rostro del espía secreto (青いうず潮！！秘密スパイの顔 Aoi Uzushio!! Himitsu Supai no Kao?)
19. ¡¡Gran aventura carmesí!! La exterminación demoníaca de las guaridas sin fondo (真赤な大冒険！！底なし魔境の鬼退治 Makka na Daibōken!! Sokonashi Makyō no Oni Taiji?)
20. ¡¡Mensajero de oscuridad!! El monstruo transparente corre en la oscuridad (暗黒の使者！！透明怪物が闇を走る Ankoku no Shisha!! Tōmei Kaibutsu ga Yami o Hashiru?)
21. ¡¡La era del béisbol color rosa!! La babosa de Crimen (バラ色の野球時代！！クライムの強打者 Bara-iro no Yakyū Jidai!! Kuraimu no Kyōdasha?)
22. ¡Gran contraataque rojo! Ataca el ejército bombardero suicida (赤い大逆転！自爆軍団を攻撃せよ Akai Dai Gyakuten!! Jibaku Gundan o Kōgeki Seyo?)
23. ¡As volador blanco! Big One (白い鳥人！ビッグワン Shiroi Chōjin! Biggu Wan?)
24. ¿Demonio? ¿Ángel? El maravilloso flautista (悪魔か？天使か？！不思議な笛吹き男 Akuma ka? Tenshi ka?! Fushigi na Fuefuki Otoko?)
25. ¿Victoria? ¿¡Muerte!? El demonio shogun y el ejército de mecanización (勝利か？死か？！鬼将軍と機械化軍団 Shōri ka? Shi ka?! Oni Shōgun to Kikaika Gundan?)
26. ¿¡Invasores!? El misterioso barco pirata espacial (インベーダーか！？謎の宇宙海賊船 Inbēdā ka!? Nazo no Uchū Kaizokusen?)
27. ¡¡La ambición del déspota!! ¡Rómpelo! El campamento de la muerte (独裁者の野望！！砕け！死の収容所 Dokusaisha no Yabō!! Kudake! Shi no Shūyōjo?)
28. ¡Mi secreto! Un monstruo espacial en mi bolsillo (ぼくの秘密！ポケットの中の宇宙怪物 Boku no Himitsu! Poketto no Naka no Uchū Kaibutsu?)
29. ¡Adelante, 7 cambios! Garra de Hierro contra Big One (行くぞ七変化！鉄の爪対ビッグワン Yuku zo Shichi Henge! Aian Kurō Tai Biggu Wan?)
30. ¡El código que llama a la muerte! Veneno mortal, el retorcimiento de la cobra (死を呼ぶ暗号！猛毒コブラツイスト Shi o Yobu Angō! Mōdoku Kobura Tsuisuto?)
31. ¡Impacto rojo! El espía es de cuarto grado (赤い衝撃！スパイは小学四年生 Akai Shōgeki! Supai wa Shōgaku Yonensei?)
32. ¿¡Quién es el verdadero!? Peligro, Big One (どっちが本もの？！危うしビッグワン Dotchi ga Honmono?! Ayaushi Biggu Wan?)
33. ¿¡El grupo Blitzkrieg aniquilado!? La clase de cocina de Crimen (電撃隊全滅か？！クライムのお料理教室 Dengekitai Zenmetsu ka?! Kuraimu no Oryōri Kyōshitsu?)
34. ¡Infiltración! La isla de la fortaleza de Crimen (潜入！クライム要塞島 Sennyū! Kuraimu Yōsai Tō?)
35. ¡Gran victoria! Hasta siempre, JAKQ (大勝利！さらばジャッカー Daishōri! Saraba Jakkā?)

### Películas
- J.A.K.Q. Dengekitai (ジャッカー電撃隊 Jakkā Dengekitai?): Versión cinematográfica del episodio 7
- J.A.K.Q. Dengekitai vs. Goranger (ジャッカー電撃隊VSゴレンジャー Jakkā Dengekitai tai Gorenjā?): Película estrenada tras la conclusión de la serie, que constituyó un crossover entre J.A.K.Q. y Himitsu Sentai Goranger.

## Reparto
- Gorō Sakurai: Yoshitaka Tamba
- Ryū Higashi: Tairayama Itō
- Karen Mizuki: Mitchi Love
- Bunta Daichi: Yūsuke Kazato
- Sōkichi Banba: Hiroshi Miyauchi
- Daisuke Kujirai: Hiroshi Tanaka
- Keiko Hayashi: Rumi Kudo
- Junko Yamamoto: Atsuyo Inma
- Yoshiko Iijima: Yuko Takase
- Agente 10: Michiko Ashizawa
- Tamasaburō Hime: Genpei Hayashiya
- Garra de Hierro: Masashi Ishibashi
- Shine: Eisuke Yoda
- Narrador: Tōru Ōhira

## Temas musicales

### Tema de apertura
- J.A.K.Q. Dengekitai (ジャッカー電撃隊 Jakkā Dengekitai?)
  - Letra: Shotaro Ishinomori
  - Música y arreglos: Michiaki Watanabe
  - Intérprete: Isao Sasaki y Koorogi '73

### Tema de cierre
- Itsuka, Hana wa Saku Darō (いつか、花は咲くだろう?  Algún día, las flores florecerán)
  - Letra: Saburō Yatsude
  - Música y arreglos: Michiaki Watanabe
  - Intérprete: Isao Sasaki

## Sentai y Super Sentai
J.A.K.Q. fue la última serie Sentai que se estrenó únicamente como "Sentai". Battle Fever J fue la primera que empleó el nombre "Super Sentai". Hasta 1995, J.A.K.Q. y Goranger no eran reconocidas oficialmente como parte de la serie "Super Sentai", y en 1989, en el primer episodio de Kōsoku Sentai Turboranger, se presentó Battle Fever J como el primer Super Sentai, al celebrarse entonces el décimo aniversario del estreno de esa serie. Fue en la serie Chōriki Sentai Ohranger de 1995 cuando se incluyó retroactivamente Goranger y J.A.K.Q. como las dos primeras series Super Sentai.